# Valrovina
Valrovina è una  frazione di Bassano del Grappa in provincia di Vicenza. Sorge ai piedi dell'Altopiano dei Sette Comuni, in un territorio collinare ricco in sorgenti ed attraversato da alcuni torrenti. L'omonima parrocchia dipende dalla diocesi di Vicenza.

## Origini del nome
Il toponimo si lega al latino ruina, in riferimento alle devastazioni causate in passato dai disastri naturali.

## Storia

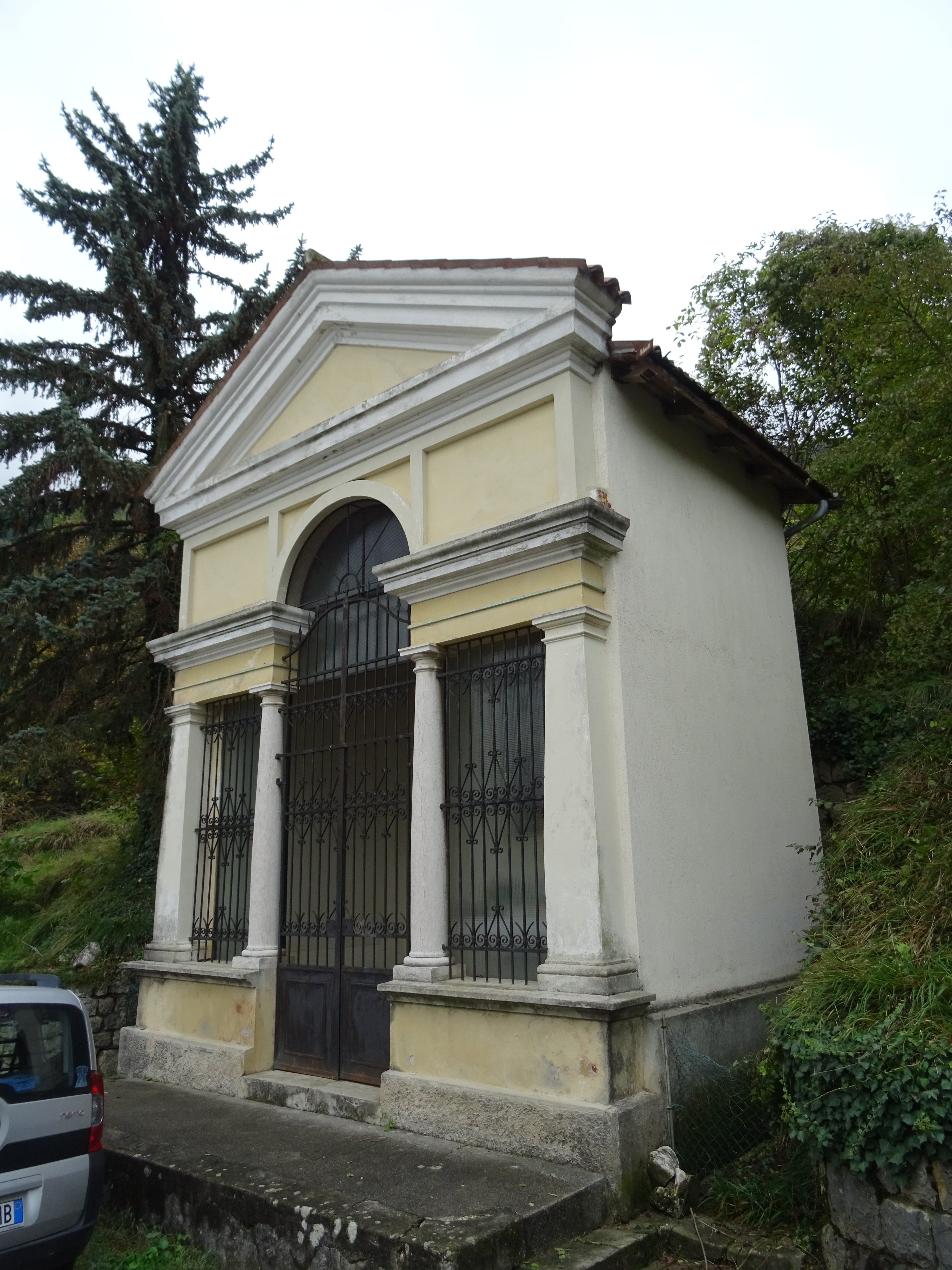
Sacello dedicato al "beato" Lorenzino Sossio

Valrovina è una delle località interessate dalle vicende umane e storiche che si svolsero tra l'XI secolo e il XIII secolo e dalle numerose proprietà che videro protagonisti i vari componenti della famiglia degli Ezzelini. Proprietà che furono certosinamente accertate, censite e documentate dopo la loro definitiva sconfitta avvenuta nel 1260.
Il suo nome è documentato per la prima volta nel 1175 in una citazione notarile in cui in un corposo elenco di bassanesi compare "Martinelus de Valruina" (Verci, Codice Eceliniano, pag. 452).
Nel 1262 ritroviamo una citazione del nome in riferimento alla chiesa "San Ambrosii di Valleruina" di questo villaggio.
Anticamente apparteneva al territorio della Federazione dei Sette Comuni come "Contrada Annessa". Fino al 1812 si hanno notizie della "Vicinìa di Valrovina" a cui facevano capo: Silàn, Calùga, Contrà, Cima il Collo, Campièn, Fagarè, Ròvole, Rùbbio. Scrive il Maccà nel 1812: "È colonnello, ossia contrada annessa ai Sette Comuni, e gode le stesse immunità, privilegi, esenzioni, e comodità, che godono essi. Oggidì, pianta il tabacco per l'appaltatore pubblico, il quale dà a quelli che tabaccano le loro porzioni."

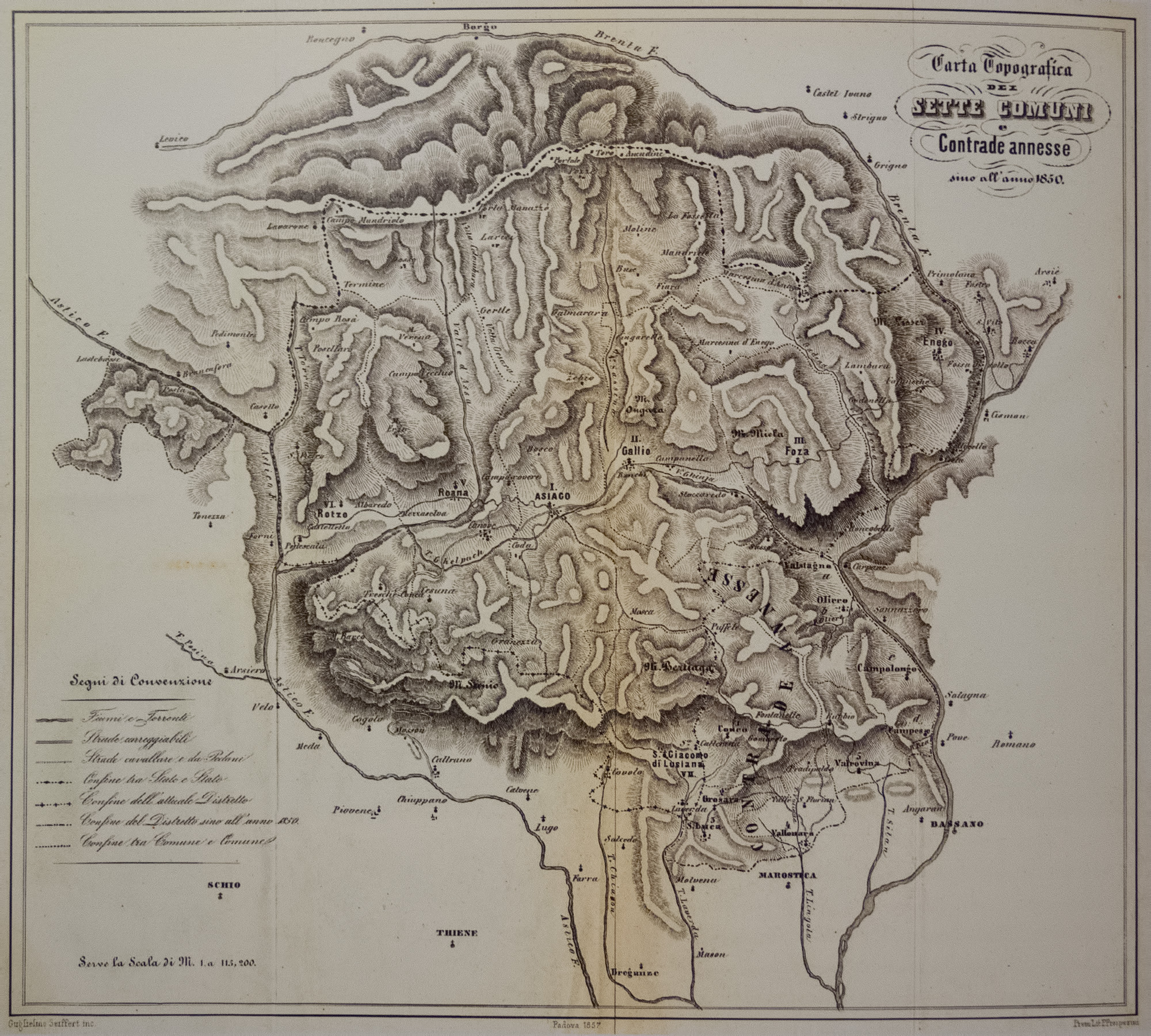
Il territorio del vecchio comune di Valrovina all'interno dei confini dei Sette Comuni in una cartina del 1850.

Valrovina, dopo lo scioglimento della Federazione dei Sette Comuni, divenne Comune, Rubbio (la parte nord-ovest) una sua frazione in cui manteneva un cappellano: nel 1938 fu accorpata al Comune di Bassano del Grappa con la zona di Rubbio e i secolari boschi e alpeggi di Vallerana.
Significativa è la Festa del Maron (tipico frutto della zona) che si svolge dal 1974, nel mese di ottobre.

## Monumenti e luoghi d'interesse

### Parrocchiale di Sant'Ambrogio

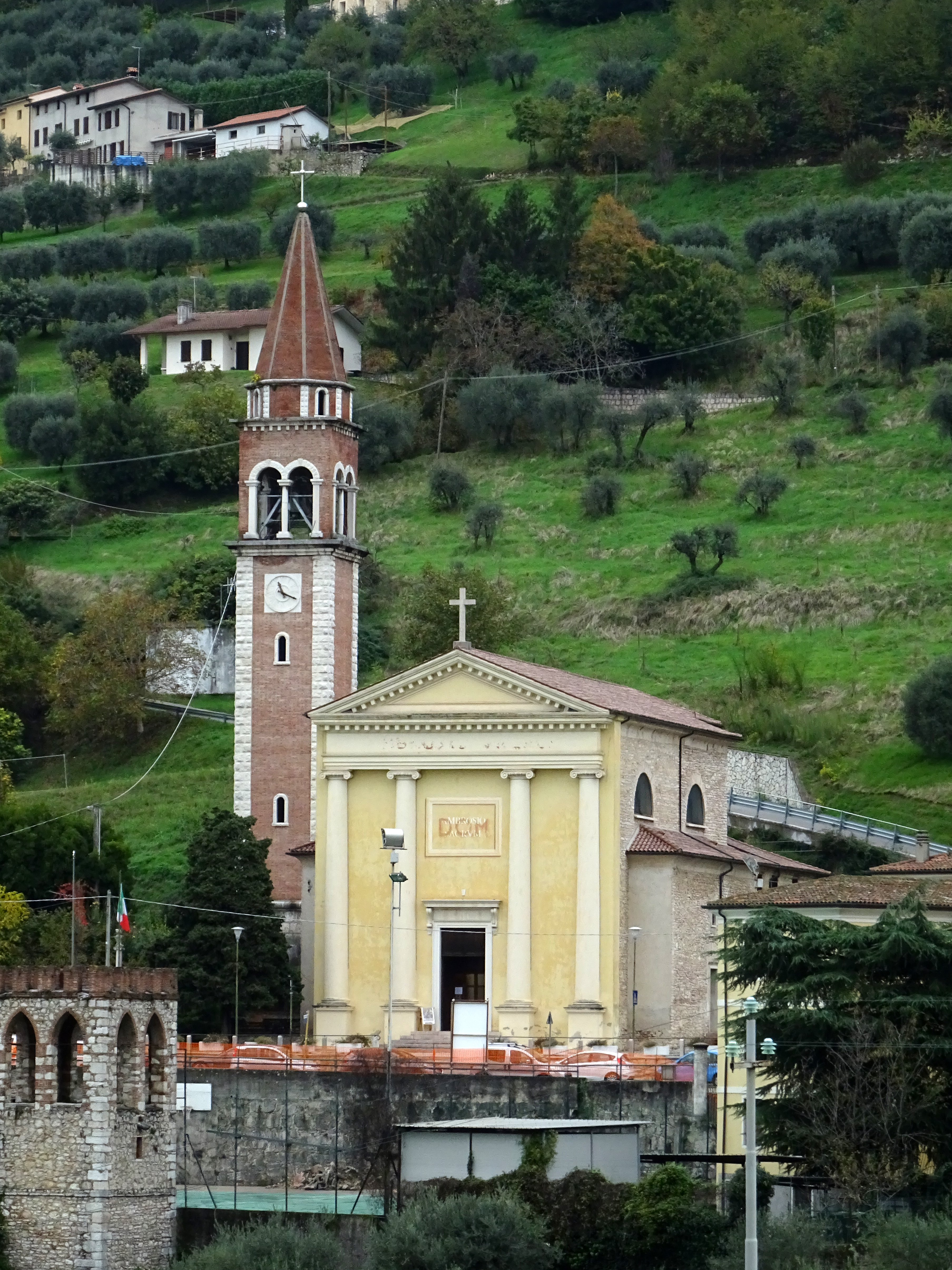
La chiesa di Sant'Ambrogio

Pare esistesse già nel XIII secolo. Di certo è attestata nel Quattrocento, quando era dotata di un proprio cimitero e di un proprio rettore, benché dipendente dalla pieve di Sant'Eusebio di Angarano. Le rimase affiliata anche dopo l'istituzione della parrocchia, nel 1475.
Nel corso dei secoli l'edificio fu più volte rinnovato. L'attuale parrocchiale venne costruita tra il 1867 ed il 1876 su progetto di Angelo Tescari. L'edificio fu restaurato nel 1970-71, concluso con la consacrazione del vescovo ausiliare di Vicenza Carlo Fanton del 3 ottobre di quell'anno.
Vi sono conservate opere di grande valore artistico. L'altare maggiore, in legno dorato, è dei Marinali (1685). In una nicchia si trova la Madonna del Rosario con il Bambino e i santi Ambrogio, Antonio, Rocco e Sebastiano, opera cinquecentesca di Francesco dal Ponte; attorno sono disposte quindici tavolette dipinte raffiguranti i misteri del Rosario. È attribuita a Jacopo dal Ponte la Madonna tra i santi Rocco e Sebastiano e provengono sempre dall'ambito dei dal Ponte la Crocifissione (XVI secolo) e il San Valentino in gloria (XVII secolo). Pregevole anche un'icona di anonimo raffigurante una Madonna con Bambino (XV secolo).